# Gironde (departement)
Gironde är ett franskt departement i sydvästra Frankrike. Gironde tillhör regionen Nouvelle-Aquitaine och är det största departementet på franskt fastland. Huvudort är Bordeaux. I den tidigare regionindelningen som gällde fram till 2015 tillhörde Gironde regionen Aquitaine.
Gironde är en av 83 ursprungliga departement som skapades under Franska revolutionen den 4 mars 1790. Det bildades med delar från de äldre provinserna Aquitania secunda och Gascogne. Mellan 1793 och 1795 var departementets namn Bec-d'Ambès för att undvika association med den politiska fraktionen under franska revolutionen, Gironden.
Gironde är numera omgärdat av departementen Landes, Lot-et-Garonne, Dordogne,  Charente-Maritime och har kust mot Atlanten.
Floderna Garonne och Dordogne rinner genom departementet.